# Vojvodstvo Lauenburg (okrug)
Okrug Vojvodstvo Lauenburg (njem.: Kreis Herzogtum Lauenburg) je okrug u njemačkoj saveznoj pokrajini Schleswig-Holstein, koji pripada metropolnoj regiji Hamburga. 

## Zemljopis
Okrug Vojvodstvo Lauenburg nalazi se na jugu Schleswig-Holsteina i graniči na sjeveru s okrugom Stormarn i Lübeckom, na istoku s pokrajinom Mecklenburg-Zapadno Pomorje, na jugu s pokrajinom Donjom Saskom i na zapadu s gradom Hamburgom. Okrug je još i danas bogat šumom; na njegovu teritoriju nalazi se Saska šuma, najveće šumsko područje u Schleswig-Holsteinu. Park prirode Lauenburška jezera jedan je od najstarijih parkova prirode u Schleswig-Holsteinu.
Od 14. stoljeća okrug je vojvodstvo i unatoč raznim promjenama uspio je zadržati taj naziv u svome imenu. Najveći grad okruga je Geesthacht, ali nije sjedište okružne uprave.

## Promet
U luci u Lauenburgu počinje kanal Laba-Lübeck, koji je pušten u promet 1990. godine, a spaja srednjoeuropski vodeni put s rijekom Trave, pa tako i s Baltičkim morem. Najbliže su zračne luke u Lübecku ili u Hamburgu. Javni promet okruga pripada hamburškom javnom prometu. Kroz okrug prolaze autoceste A24, A1, A25 i A20.

## Gospodarstvo
Zbog blizine gospodarski snažnog Hamburga, okrug ima značajne koristi. U istočnom dijelu okruga, zbog parka prirode, donekle je razvijen turizam. Poljoprivredna je djelatnost znatno razvijena.

## Priroda
Okrug je poznat po Parku prirode Lauenburška jezera i Saskoj šumi.

## Gradovi, općine i službe
(stanovnici 30. lipnja 2005.)
| Gradovi i općine                                                                            |                                                                                                 |
| ------------------------------------------------------------------------------------------- | ----------------------------------------------------------------------------------------------- |
| - 1. Geesthacht, grad (29.404) - 2. Lauenburg/Elbe, grad (11.692) - 3. Mölln, grad (18.496) | - 4. Ratzeburg, grad (13.708) - 5. Schwarzenbek, grad (14.865) - 6. Wentorf (Hamburg), (11.433) |

Službe
| - 1. Aumühle-Wohltorf - 2. Berkenthin - 3. Breitenfelde (sjedište: Mölln) - 4. Büchen | - 5. Hohe Elbgeest - 6. Lauenburgische Seen (sjedište: Ratzeburg, naselja: Römnitz) - 7. Lütau (sjedište: Lauenburg/Laba) | - 8. Amt Nusse - 9. Amt Sandesneben - 10. Amt Schwarzenbek-Land (Sitz: Schwarzenbek) |

## Vanjske poveznice
- Web stranica okruga